# Lydia Wideman
Lydia Wideman (n. 17 mai 1920, Vilppula, Häme Province⁠(d), Finlanda – d. 13 aprilie 2019, Tampere, Finlanda) a fost o schioară de fond ce a reprezentat Finlanda, medaliată olimpică. A participat la o ediție a Jocurilor Olimpice (1952) în care a câștigat o medalie de aur.

## Participări
Lista de mai jos prezintă principalele competiții la care a participat Lydia Wideman de-a lungul carierei.
- cross-country skiing at the 1952 Winter Olympics – women's 10 kilometre[*]